# ライオン橋 (ソフィア)
ライオン橋（ライオンばし、英: Lions' Bridge）またはロボフ・モスト（ブルガリア語: Лъвов мост、ラヴォフ・モスト）は、ブルガリア・ソフィアにある橋である。市の中心部を流れるヴラダヤ川に架橋されている。ほぼ同時期に建設された鷲橋とともにソフィアを象徴する玄関口とされており、同市の観光名所の1つにもなっている。

## 概要
セルディカ地区の最南端部に所在し、すぐ南で同地区とバズラズダン地区およびオボリシュテ地区が接している。橋は、マリア・ルイーザ大通りの一部を構成しており、同大通りがスリヴニツァ大通りと交差する部分に設けらた、2車線あるラウンドアバウトの環道の内側に位置する。下部には、橋の名称を冠した地下鉄駅、ラヴォフ・モスト駅がある。橋は、トラム用の線路および歩行者・自転車用の道路からなる鉄道道路併用橋である。1999年発行の20レフ紙幣の裏側には、ライオン橋と鷲橋の一部が描かれている。
ライオン橋は、座った姿勢のライオンを象った彫像が橋の四隅に1体ずつ、計4体設置されていることからその名称が付けられた。ライオン像は、ブルガリアの解放のために亡くなった英雄および同国の精神を象徴しているものとされる。4体のライオン像は、オスマン帝国に絞首刑にされた4人の書籍商、ニコラ・クルシュキン、キロ・ゲオシェフ、ストヤン・タバコフおよびゲオルギ・ストイツェフを象徴しており、彼らの功績が称えられている。

## 歴史
ライオン橋のある場所には、黄色と赤色からなる縞模様による装飾が施されていることから Шарен мост（「斑模様の橋」の意）と呼ばれていた橋があった。この旧橋を架け替える形で、ライオン橋が建設された。出版人のフリスト・G・ダノフは、1878年3月3日にブルガリアがオスマン帝国による支配から解放されてからほどなく、解放のために命を落としたソフィアの住民を称えるモニュメントを建設することを提案する。このことが、4頭のライオン像を有する橋の建設につながった。1889年4月、当時ソフィア市長を務めていたディミタール・ペトコフの率いるソフィア市議会によって橋の建設が決定される。
ライオン橋は、1889年から1891年にかけて建設された。チェコの建築家のヴァーツラフ・プロシェクとその兄弟のヨゼフが、いとこのボグダンとイジーの協力を得て設計した。
1891年7月にライオン像がウィーンからソフィアに運び込まれ、同年9月に像が橋に設置された。1892年3月、欄干や鋼鉄製のランタンがウィーンからソフィアに運ばれる。1900年代初頭には電灯が設備された。1911年、画家のニコラ・ペトロフが、ライオン橋を題材とした絵画『ソフィアのライオン橋』を製作する。2014年には大規模な再建工事が行われた。

## 構造
橋は、全長が26メートルあり、幅は18.1メートルである。構造形式は2連のアーチ橋である。主要材料は石である。欄干は花崗岩が用いられている。支間長はいずれも10メートルである。中央の支柱の上に照明設備が設けられている。橋に使用する材料のうち金属材料は、オーストリアの土木技師ルドルフ・フィリップ・ワーグナーが設立した会社（後のワーグナー・ビロ）によって製造された。ライオン像はウィーンで鋳造されたもので、ブロンズでできており、それぞれおよそ1トンの重さがある。